# Sticky
Sticky è il quarto album in studio del gruppo musicale britannico Frank Carter & The Rattlesnakes, pubblicato nel 2021.
È stato eletto da Loudwire come il 44° miglior album rock/metal del 2021.
L'album è stato registrato durante il lcokdown, con il chitarrista e membro principale della band Dean Richardson in qualità di produttore del disco e presenta le apparizioni come ospiti di Lynks, Cassyette, Joe Talbot e Bobby Gillespie. Parlando di "My Town" dopo il suo rilascio nell'aprile 2021, Carter ha affermato che si trattava della "nostra salute mentale collettiva che va in pezzi" durante il lockdown, elaborando ulteriormente che "è facile dissociarsi quando è un problema di qualcun altro, ma ognuno di noi è responsabile di mantenere le strade pulite, prendendosi cura dei nostri vicini e agendo con gentilezza e rispetto mentre camminiamo attraverso la vita. Possiamo guardare in questa città e vedere il ventre squallido, la sporcizia, il disprezzo, la corrente sotterranea di odio e disperazione. E poi siamo ha ricordato che "My Town" è proprio come la tua, e a nessuno frega un cazzo e se non iniziamo a prenderci cura di noi stessi presto, saremo tutti nei guai."

## Tracce
1. Sticky – 2:34
2. Cupid's Arrow – 3:33
3. Bang Bang (featuring Lynks) – 2:45
4. Take It to the Brink – 2:37
5. My Town (featuring Joe Talbot) – 2:44
6. Go Get a Tattoo (featuring Lynks) – 2:38
7. Off with His Head (featuring Cassyette) – 2:37
8. Cobra Queen – 3:15
9. Rat Race – 2:24
10. Original Sin (featuring Bobby Gillespie) – 3:20

## Formazione
- Frank Carter – voce
- Dean Richardson – chitarra
- Tom "Tank" Barclay – basso
- Gareth Grover – batteria